# Udet Flugzeugbau

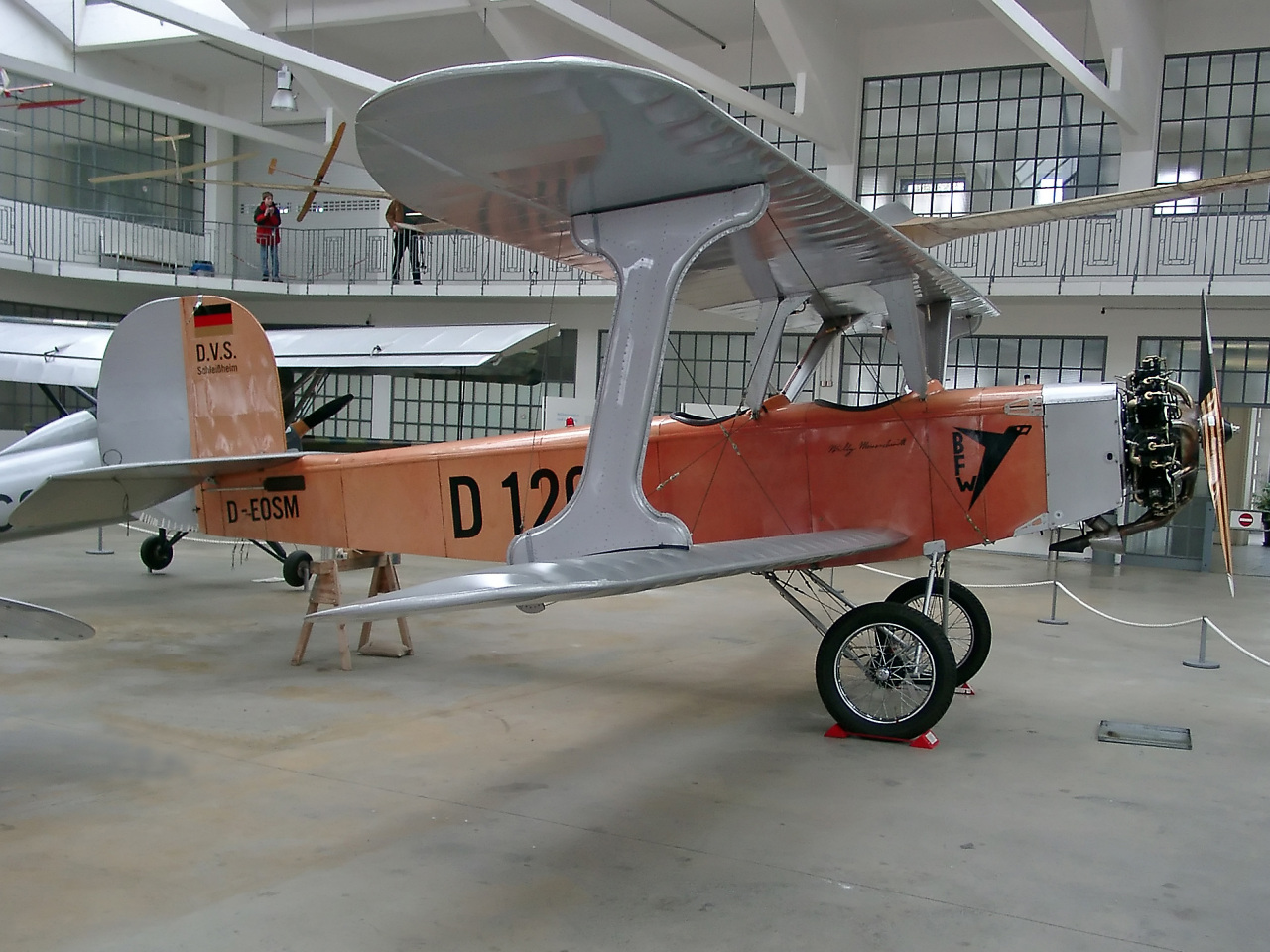
U-12 Flamingo: o principal modelo da Udet Flugzeugbau

Udet Flugzeugbau GmbH (ou Udet Aircraft GmbH) foi uma empresa de aviação alemã, financiado pelo americano William Pohl com a participação fundamental do piloto Ernst Udet, que além de emprestar o seu nome e conhecimento técnico ao empreendimento, foi importante para utilizar os seus contatos dentro da autoridades locais.
Criada na cidade de Munique em 1921, desenvolveu projetos de pequenas aeronaves esportivas e comerciais, porém, com grandes restrições em decorrência do Tratado de Versalhes.
A empresa funcionou até agosto de 1926 quando foi liquidada em função das dificuldades financeira geradas pelos altos custos no desenvolvimento de seus projetos, além dos impostos atrasados e do fracasso de vendas do modelo U-11 Kondor.
Após a liquidação da empresa, sua estrutura técnica foi utilizada para a criação da Messerschmitt AG. O U-12 Flamingo foi o modelo mais conhecido da empresa Udet Flugzeugbau.